# Allophon
Als Allophon (aus altgriechisch ἄλλος állos, deutsch ‚anders‘ und φωνή phōnḗ, deutsch ‚Stimme‘, also ‚anderer Klang‘) bezeichnet man in der Linguistik eine lautliche Variante eines Phonems. Allophone werden auch als Phonemvarianten oder subphoneme Varianten bezeichnet.

## Abgrenzung zum Phonem
Allophone sind zwei oder mehrere freie oder stellungsbedingte Realisierungen ein und desselben Phonems. Sie berühren nicht den Status des Phonems als solches: Phoneme, die allophone Realisierungen haben, sind solchen ohne Realisierungsvarianten gleichgestellt. Die lautlichen Merkmale, durch welche sich Allophone voneinander unterscheiden, sind nicht bedeutungsunterscheidend, aber solchermaßen, dass sie nicht mehr als Koartikulationseffekte erklärt werden können. Was in der einen Sprache als subphoneme Variante gilt, kann in einer anderen Sprache ein eigenes Phonem sein.
Freie Allophonie liegt z. B. vor, wenn ein Phonem in verschiedenen Dialekten unterschiedlich realisiert wird. Wenn z. B. in einer Sprache /g/ ein Phonem mit den dialektalen Allophonen [g] und [d͡ʒ] ist, dann sprechen die Sprecher des einen Dialekts überall dort [g], wo die anderen [d͡ʒ] sprechen. (Als Phonemzeichen wird hier das schlichtere der beiden Allophonzeichen verwendet. Man könnte aber auch das Zeichen der Variante des Hauptdialekts oder dasjenige der sprachgeschichtlich älteren Variante als Phonemzeichen wählen.)
Stellungsbedingte Allophonie liegt z. B. vor, wenn die Qualität eines folgenden Vokals bestimmt, mit welcher Variante ein Phonem realisiert wird. Wenn z. B. in einer Sprache das Phonem /s/ vor [a] und [u] mit dem Allophon [s], vor [i] aber mit dem Allophon [ʃ] realisiert wird, dann bedeutet dies, dass [s] nie vor [i] und [ʃ] nie vor [a] oder [u] vorkommt. (Das Schriftzeichen der häufigeren Variante wird gewöhnlich als Phonemzeichen verwendet).
In einer Minimalpaaranalyse, in der (vorzugsweise lexikalische) Morpheme gesucht werden, die sich in nur einem phonetischen Merkmal unterscheiden, können Laute als Allophone ein und desselben Phonems klassifiziert werden.

## Arten von Allophonen
Es werden unterschieden:
Freie Variation
Die Varianten sind gleichberechtigte Realisationen eines Phonems, z. B. das Zungen- und Zäpfchen-r im Deutschen: vorne gerollt [⁠r⁠] oder hinten mit dem Gaumenzäpfchen [⁠ʀ⁠], oder dort gerieben [⁠ʁ⁠]. Die Vertauschung der Varianten führt nicht zu einer Bedeutungsänderung.
Kombinatorische Variation
Die Varianten treten in Abhängigkeit von der phonologischen Umgebung auf, z. B. die mit dem Digraphen ch geschriebenen Laute im Deutschen. Sie werden nach vorderen („hellen“) Vokalen (/iː/, /ɪ/, /aɪ̯/, /eː/, /ɛ/, /æː/, /æ/, /yː/, /ʏ/, /ɔʏ̯/, /øː/, /œ/) wie [⁠ç⁠] in „ich“ gesprochen („als [⁠ç⁠] realisiert“), nach hinteren („dunklen“) und nach offenen Vokalen (/uː/, /ʊ/, /aʊ̯/, /oː/, /ɔ/; /aː/, /a/) im selben Morphem wie [⁠χ⁠] oder [⁠x⁠] in „ach“ gesprochen.
In einem solchen Fall „stellungsgebundener“ Allophone spricht man auch von Allophonen in „komplementärer Distribution“.